# Beechcraft 1900
El Beechcraft 1900 es un avión de 19 plazas, presurizado, bimotor y turbohélice; fabricado por la división Beechcraft de la compañía Raytheon (ahora Hawker Beechcraft). Es un avión diseñado principalmente para operar como aeronave regional, aunque también ha sido usado como avión de carga, transporte ejecutivo, y por los Estados Unidos y otros países, como aeronave de uso militar.
Los aviones han sido diseñados para operar en toda clase de condiciones meteorológicas desde aeropuertos con pistas relativamente cortas. Es capaz de exceder sin problemas las 600 millas (965,6 km), aunque muchos operadores efectúan vuelos con el máximo alcance posible. En relación con el número de aviones construidos y su continuación en uso en muchas aerolíneas de pasajeros y otros usuarios, es uno de los más populares en la historia de los aviones de 19 plazas.

## Desarrollo
El 1900 es la tercera aeronave regional de Beechcraft. El Beechcraft 18 fue un avión de 6 a 11 plazas producido entre 1937 y 1970, utilizado por ejércitos, aerolíneas, operadores chárter, en transportes ejecutivos, y aerolíneas de carga. El Beech 18, o "Twin Beech" como se le llamó frecuentemente, fue increíblemente exitoso tras estar en producción más de 30 años, construirse más de 9000 unidades y en más variantes que ningún otro avión en la historia. Continúa utilizándose frecuentemente en muchos papeles, incluyendo la carga aérea y como avión para saltos en paracaídas. El Beechcraft 99 Airliner de 15 plazas fue diseñado para reemplazar el Beech 18, fue también muy exitoso y continúa en activo con aerolíneas de carga como Ameriflight.   
El diseño del Beechcraft 1900 comenzó en 1949, con el Beechcraft 50 "Twin Bonanza", un avión de 5 plazas, diseñado para la Armada de los Estados Unidos. Se añadió una cabina de pasajeros más larga al diseño del Twin Bonanza, y fue conocido entonces como Model 65 "Queen Air". Este avión fue finalmente mejorado, con nuevos motores turbohélice y cabina presurizada, y conocido como el Model 90 "King Air". Una versión mejorada del King Air se desarrolló posteriormente, y fue conocida como Model 200 "Super King Air". Beechcraft desarrolló el Beechcraft 1900 directamente desde el diseño del Beechcraft Super King Air.  
El primer vuelo del 1900 tuvo lugar el 3 de septiembre de 1982, y obtuvo el certificado de la Administración Federal de Aviación (FAA) en noviembre de 1983, bajo la Regulación Especial de la Aviación Federal (SFAR) 41C. Como el 1900, el 1900C fue certificado bajo la SFAR 41C, aunque la versión 1900D fue certificado por la FAR Parte 23 de los mínimos de la "Categoría Commuter".
El 1900 entró en servicio en febrero de 1984, y la primera versión corporativa fue entregada en 1985. Fueron construidos un total de 695 Beechcraft 1900, convirtiendo al avión de 19 plazas en el mejor vendido de toda la historia. Las series Fairchild Swearingen Metroliner superaron en ventas a los 1900, pero muchos fueron aviones ejecutivos Merlin y aeronaves de carga Expediter. El de Havilland Canada DHC-6 Twin Otter de 19 plazas superó a ambos, pero es utilizado en otro tipo de operaciones. Con el mercado prefiriendo adquirir aviones regionales de 50 a 90 asientos, Raytheon concluyó la producción del Beechcraft 1900 en octubre de 2002. Muchas aerolíneas continúan operando con el 1900.

## Diseño

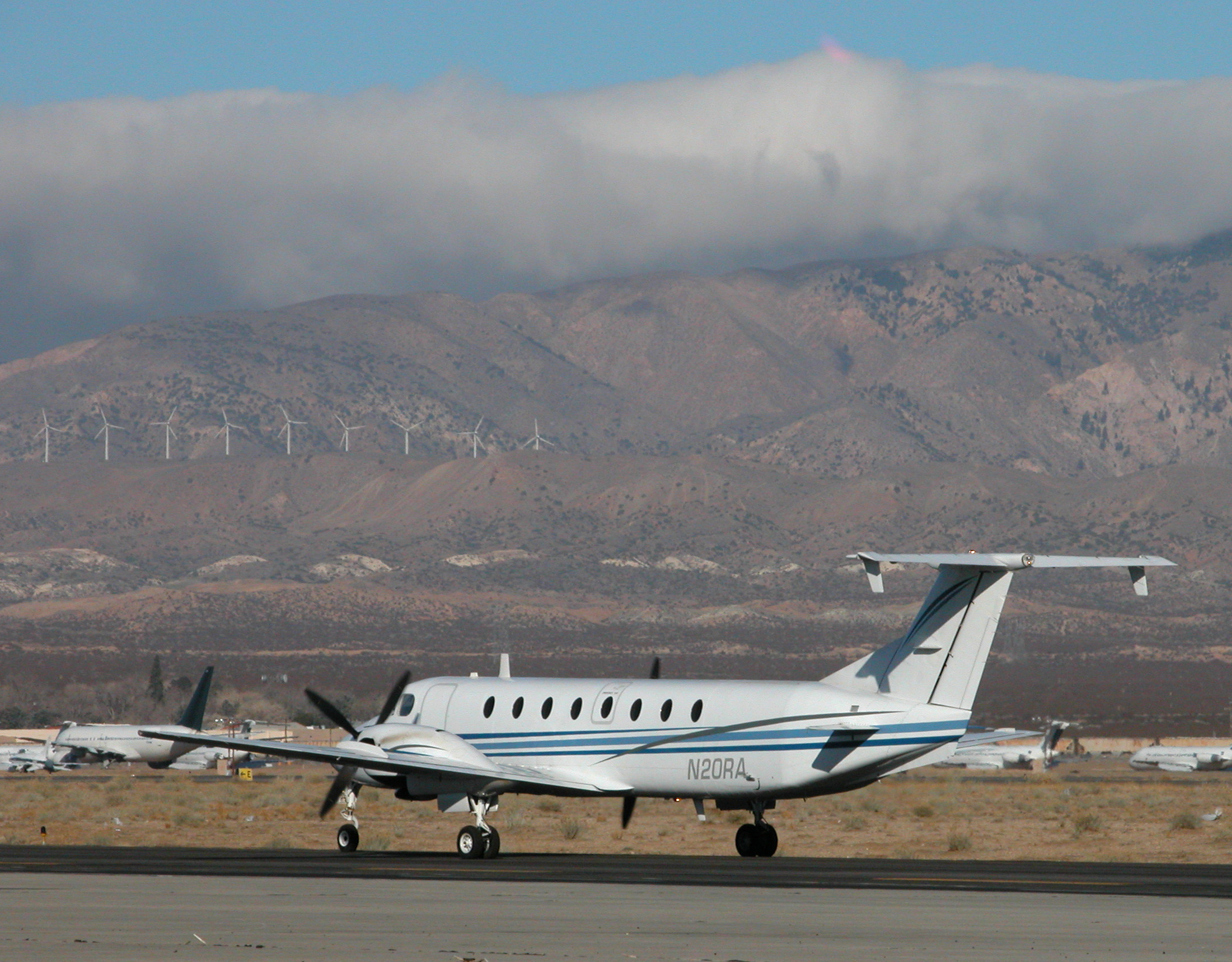
Un Beechcraft 1900C de la USAF (UB-42) rodando en Mojave el 1 de febrero de 2007.

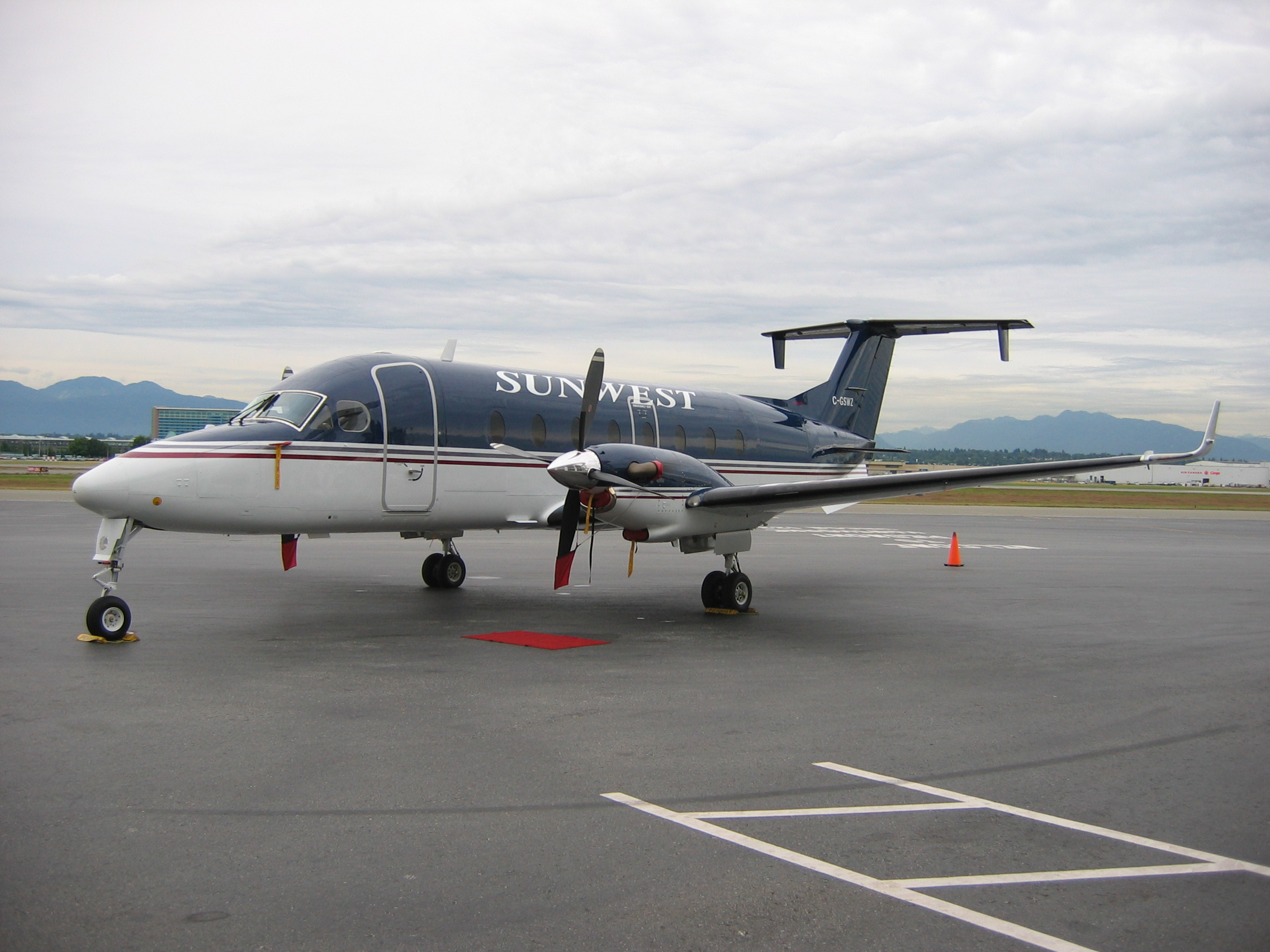
Un Beechcraft 1900D de Sunwest Aviation en el Aeropuerto Internacional de Vancouver.

Debido a que el 1900 era un derivado del King Air, todos los 1900 albergan ciertas características comunes con este avión. Los controles de vuelo y las operaciones son idénticas a las que tiene el King Air. Mientras las normativas de la Aviación Federal requieren dos pilotos para las operaciones de las aerolíneas, el 1900 está diseñado y certificado para operar con un solo piloto para vuelos ejecutivos y de carga, al igual que el King Air.

### Propulsión
El 1900 está dotado de dos motores turbohélice Pratt & Whitney Canada PT6A. El 1900 y el 1900C usan dos motores PT6A-65B, con una potencia de 1100 shp cada uno. El 1900D utiliza dos motores PT6A-67D, cada uno con 1279 shp.  
Las hélices están fabricadas por Hartzell, con cuatro palas cada una. Las palas son de materiales compuestos.
Si bien se recomienda el uso de combustible Jet A, los motores también están aprobados para otros tipos de operaciones con otros tipos de combustible de reactor o gasolina de aviación.

### Prestaciones
El 1900D posee una velocidad de crucero de 285 nudos de velocidad verdadera (328 mph o 528 km/h). Las distancias normales de viaje son de 100 a 600 millas (de 20 minutos a dos horas), pero con los depósitos de combustible totalmente llenos, el avión es capaz de recorrer más de 1000 millas náuticas (1852,0 km). Las aerolíneas a menudo prefieren los 1900 en lugar de los reactores para sus rutas cortas por su consumo más eficiente, y porque los tiempos de viaje no son muy diferentes en distancias de hasta 300 millas (480 km).
El Beechcraft 1900 puede operar de manera segura en pistas relativamente cortas. Puede despegar y aterrizar en pistas de hierba y no preparadas.
El avión está certificado para operar a una altura máxima de 25 000 pies (7600 m) sobre el nivel del mar. La cabina está presurizada, y la aeronave está equipada con mascarillas de oxígeno, tanto para pilotos como para los pasajeros, para casos de emergencia por pérdida de presurización en cabina.
Está diseñado para operar en la mayoría de las situaciones meteorológicas, incluyendo las condiciones de hielo, y está equipado habitualmente con un radar meteorológico para ayudar a los pilotos a evitar algunas situaciones meteorológicas peligrosas.
Raytheon ofrecía la opción de configurar el avión con un lavabo, utilizando espacio destinado a pasajeros y carga. Puesto que la mayoría de los vuelos son de menos de dos horas de duración, muchas aerolíneas prefirieron dotar al avión de asientos y espacio de carga adicionales, dejando a la aeronave sin lavabo.
Los Beechcraft 1900 son utilizados por la FAA para sus pruebas de capacitación de pilotos. Los pilotos son evaluados en función de los cálculos del centro de gravedad, configuraciones de despegue y aterrizaje, y cálculo de consumo en ruta.

### Designación ICAO
La designación ICAO para el 1900 es B190. Este código es utilizado en los planes de vuelo e informes meteo de pilotos de ATC, así como en la identificación de la aeronave en el radar del ATC.

## Variantes

### 1900

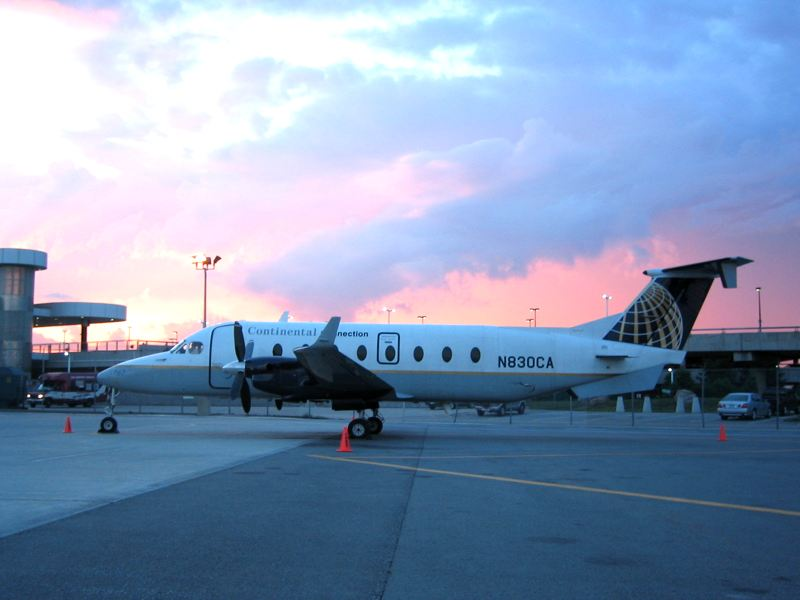
Beechcraft 1900D de Continental Connection operado por CommutAir.

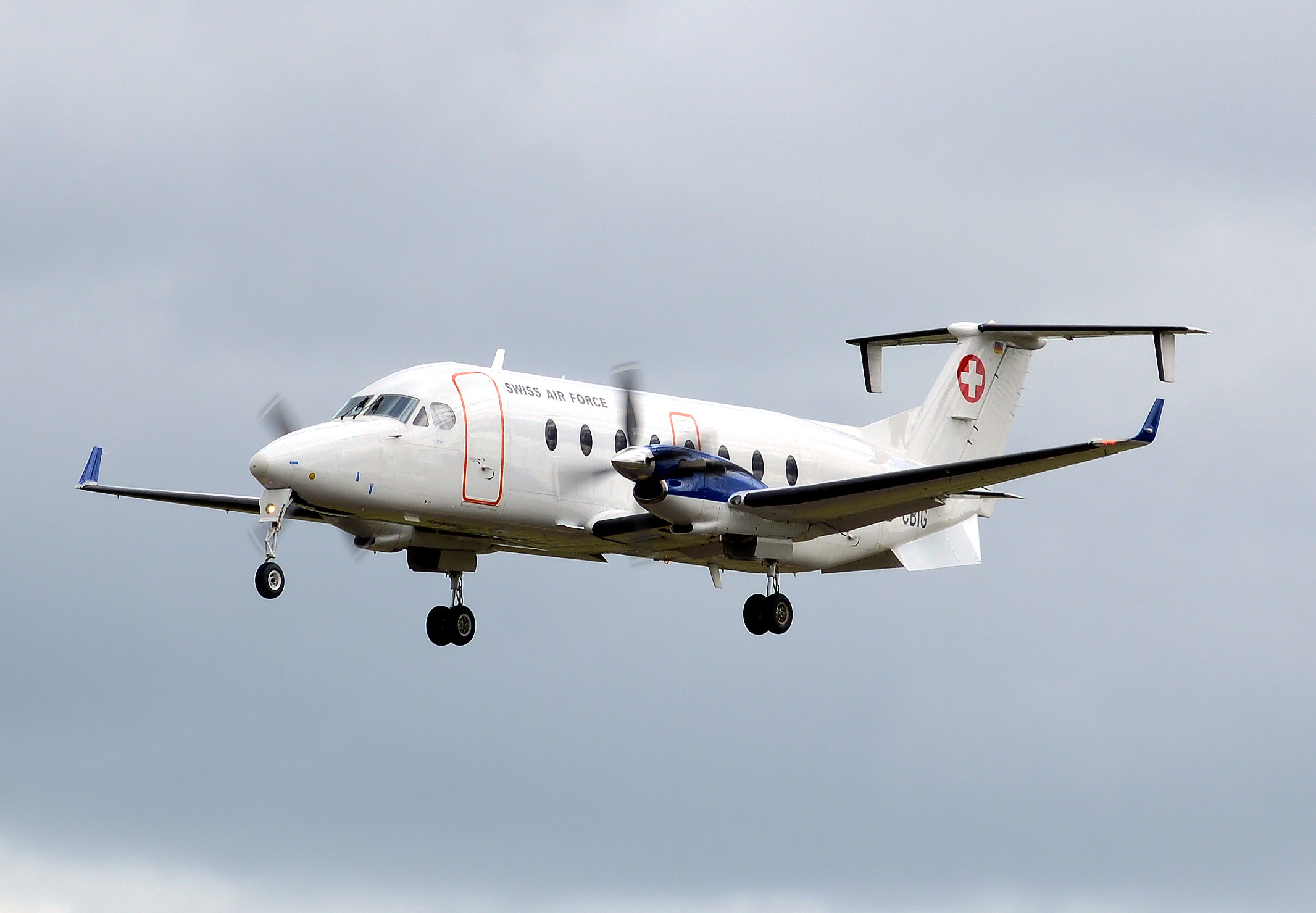
Beechcraft 1900D de la Fuerza Aérea de Suiza.

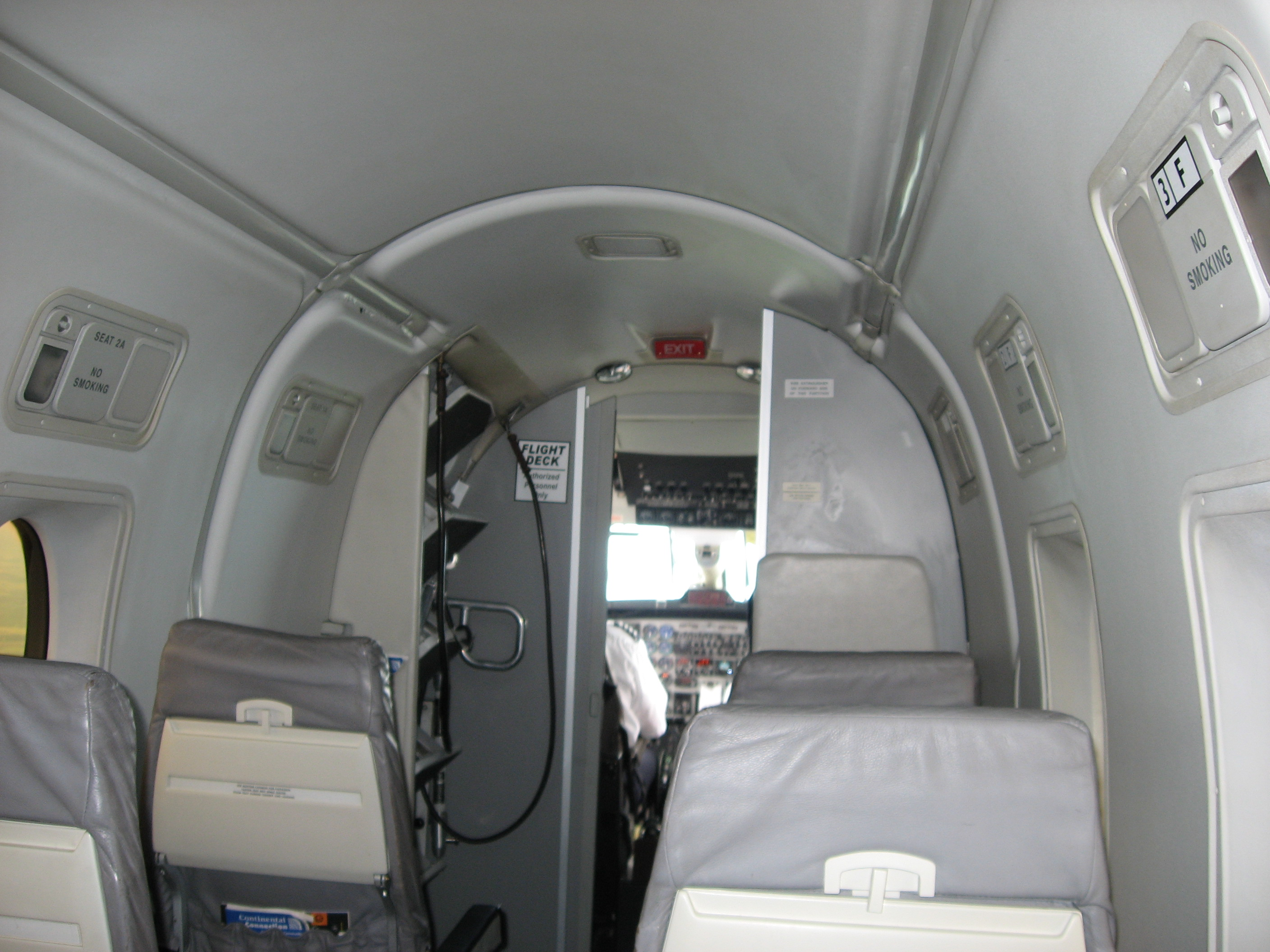
Vista frontal de la cabina de pasajeros de un Beechcraft 1900D de CommutAir Airlines.

El diseño original es conocido simplemente como Beechcraft 1900. Dispone de dos escalerillas de embarque de pasajeros: una cerca de la cola del avión, como en los King Air, y la segunda, en la parte delantera, justo detrás de la cabina de mando. Dispone también de una pequeña puerta de carga cerca de la cola para acceder al compartimento de carga, que está detrás del compartimento de pasajeros. Solo tres aeronaves fueron construidos, con el código "UA" como inicio de los números de serie, a saber UA-1, UA-2, y UA-3. El UA-1 y el UA-2 están estacionados en las instalaciones de Beechcraft en Wichita, Kansas. El UA-3 estaba en servicio con el Ministerio de Defensa Nacional de Bolivia en La Paz, hasta que se estrelló en diciembre de 2011.

### 1900C
Pronto se dieron cuenta de que dos escalerillas eran excesivas para un avión que contaba con solo 19 asientos. Beechcraft mantuvo la escalerilla delantera, pero eliminó la trasera, alargando con ello la compuerta de carga. El nuevo avión fue redenominado como 1900C. También se produjo un rediseño de la puerta de pasajeros, que hizo al 1900C bastante similar al 1900 original. A éstos se les asignaron números de serie que comenzaban con las letras UB. Se construyeron un total de 74 aviones de la serie UB, de los que muchos aún continúan en servicio.
Los aviones de las series UA y UB utilizan unos depósitos de combustible con un sistema de compartimentos independientes en las alas. Algunos de los últimos 1900C utilizan un sistema de combustible de "ala húmeda": toda la sección del ala se destinaba a los depósitos de combustible. Este diseño posibilitó que se pudiese almacenar una mayor cantidad de combustible, que incrementó sustancialmente el alcance del 1900C. Los 1900C de ala húmeda fueron designados con números de serie que comenzaron con las letras "UC". Estos aviones también fueron conocidos como 1900C-1. Las alas húmedas se volvieron populares, y el UC es la versión más común del 1900 de bajo techo de vuelo, con 174 aeronaves UC construidas.
Raytheon también fabricó seis aviones 1900C para uso militar de los Estados Unidos. A éstos les fueron asignados los números de serie "UD", del UD-1 hasta el UD-6.

### 1900D
Mientras el 1900C se había convertido en un avión regional muy popular, Beechcraft tomó la decisión de hacer una gran reestructuración del diseño del avión, y en 1991 se introdujo una nueva versión llamada 1900D.
El 1900 y el 1900C, como muchos de los aviones de 19 plazas de pasajeros y reactores ejecutivos, cuentan con pequeñas cabinas de pasajeros, con techos tan bajos como para que los pasajeros no puedan caminar sin reclinarse levemente. El 1900D fue diseñado para remediar esto, proporcionando una cabina de mayor altura, que permitió a los pasajeros caminar más erguidos o totalmente rectos. Este y el BAe Jetstream 31 son los únicos aviones de 19 plazas que cuentan con esta característica.
Debido a la mayor altura de la cabina de pasajeros, se le añadieron una mayor cantidad de refuerzos en compensación del peso y la estructura, si bien otros elementos del 1900D fueron también mejorados. Se instalaron motores más potentes y se modificaron las hélices que se habían de instalar, se añadieron winglets para reducir la resistencia e incrementar la eficiencia alar, y la cola se hizo más grande, en respuesta a los motores más potentes. La cabina de vuelo también fue actualizada con un Sistema Electrónico de Instrumentos de Vuelo (EFIS). El 1900D fue certificado bajo la entonces nueva FAR Parte 23 "Categoría Regional", que venía a reemplazar la anterior SFAR 41C. Puesto que los números de serie UD ya se encontraban en uso con los 1900 militares, los aviones 1900D utilizaron los números de serie que comenzaban por las letras UE. El 1900D es la versión más popular del avión regional, con 438 unidades construidas.

### C-12J militar
La designación militar estadounidense para el Beechcraft 1900C es C-12J. Esta es una variante del C-12 Huron, que es la designación más común para los King Air militares. El C-12J incluye los seis aviones de la serie UD del Beechcraft 1900 construidos para los militares de los Estados Unidos, así como otros 1900C en servicio militar con el Ejército estadounidense.
Ejemplos del avión C-12J en servicio militar incluyen uno utilizado para pruebas GPS e interferecias radiofónicas en el Escuadrón de Pruebas de Vuelo 586, en la Base aérea Holloman, en Nuevo México, otro está basado en el Escuadrón de Transporte Aéreo 517, en la Base Aérea Elmendorf, en Alaska, y tres están en el Escuadrón de Transporte Aéreo 459, en la Base Aérea de Yokota, en Japón. La Armada de los Estados Unidos opera un C-12J y un 1900D, junto con un C-12 (King Air).

### King Air ExecLiner
El King Air ExecLiner era el nombre comercial de la versión ejecutiva del Beechcraft 1900C.

## Operadores

### Civiles
En España, la compañía aérea Serair Transworld Press, con base en la isla de Gran Canaria, opera a diario 4 ejemplares, 2 de ellos en versión mixta (pudiéndose cambiar en pocas horas de versión pasaje a versión carga). Esta empresa también es TRTO, lo cual les da la capacidad de dar a sus pilotos la Habilitación de Tipo/Clase del avión. También en España la compañía aérea Naysa operó numerosos ejemplares de Beech 1900C y Beech 1900D. El último ejemplar de Beech 1900D de esta compañía fue trasladado y vendido en Sudáfrica en agosto de 2009. En España llegaron a volar simultáneamente unos diez aparatos en la década comprendida entre los años 1996-2006. El único lugar donde se opera actualmente el Beechcraft 1900 simple, es en África, con el ejemplo más claro de Air Namibia y Fly540.
Los últimos 16 aviones Beechcraft 1900D fueron vendidos a Eagle Airways para proporcionar vuelos regionales para Air New Zealand.
A abril de 2020, 282 aviones 1900 permanecen en servicio activo, con los siguientes propietarios:
1. Solenta Aviation: 19
2. SonAir: 13
3. Northern Thunderbird Air: 13
4. Air Georgian: 11
5. Minera San Cristóbal : 2

### Militares
Entre los operadores militares y gubernamentales están:
 Argelia
- Fuerza Aérea Argelina: operaba seis en diciembre de 2015.[12]

 Australia
- Organización de Tecnología y Ciencia de Defensa

 Birmania
- Fuerza Aérea de Myanmar: operaba tres transportes Beechcraft 1900 en diciembre de 2015.[13]

 Bolivia
- Ministerio de Defensa Nacional

 Colombia
- Policía Nacional Colombia

 Egipto
- Fuerza Aérea Egipcia: operaba diez en diciembre de 2015.[14]

 EAU
 Estados Unidos
- Fuerza Aérea de los Estados Unidos
- Armada de los Estados Unidos

 Francia
 Perú
- Ejército del Perú

 República de China
- Fuerza Aérea de la República de China: operaba dos en diciembre de 2015.[15]

 Sudán del Sur
- Fuerza Aérea de Sudán del Sur.[16]

 Suiza
- Fuerza Aérea Suiza: operaba un solo avión en diciembre de 2015.[15]

 Tailandia
- Real Armada Tailandesa

### Antiguos Operadores
Estados Unidos
- Silver Airways (19)
- CommutAir (2)[17]

 Nigeria
- Dana Air (2)[18]

 Dinamarca
- Atlantic Airways (3)[19]

## Accidentes e incidentes
- 3 de enero de 1992: el vuelo 4821 de CommutAir, un Beech 1900C que operaba para USAir Express estaba volando de Plattsburgh a Saranac Lake cuando se estrelló en una zona arbolada en la cumbre de una montaña, cuando intentaba aterrizar en el Aeropuerto Regional Adirondack. De las 4 personas a bordo (2 pasajeros y 2 tripulantes) 2 murieron, mientras los otros 2 resultaron heridos de gravedad. Se determinó que la causa del accidente se debía a un error del piloto durante la aproximación y la comprobación de los instrumentos de vuelo. Algunos factores que influyeron en el accidente fueron: las precipitaciones climatológicas y las posibles interferencias estáticas por las precipitaciones, causada por una incorrecta medición entre el radomo y el fuselaje que pudo propiciar que las mediciones de altitudes de aproximación fuesen igualmente erróneas."[20]
- 7 de diciembre de 1995: un 1900D de Air St. Martin se salió de su ruta y se estrelló en una montaña en Haití, muriendo las 21 personas a bordo.[21]
- 19 de noviembre de 1996: un 1900C de United Express colisionó en una pista con un Beechcraft King Air en el Aeropuerto Regional de Quincy en Illinois, muriendo a las 14 personas a bordo de ambos aviones.[22]
- 28 de diciembre de 1998: un 1900C de Business Express Airlines se estrelló durante un vuelo de entrenamiento cuando el instructor no tomó los mandos de la aeronave al mostrarse el estudiante desorientado debido a las fuertes condiciones extremas a las que le había sometido el instructor, contrarias al manual de vuelo de la compañía. Esta conclusión se consideró controvertida, puesto que una investigación de la Asociación de Pilotos de Aerolíneas mostró que había indicios más que suficientes de que se habían producido un buen número de fallos en el avión, descartando la idea de que hubiese sido un fallo del piloto.[23][24][25]
- 12 de agosto de 1999: un 1900D de Regionnair se estrelló durante la aproximación al Aeropuerto Sept-Îles en Quebec debido a un error del piloto; el piloto murió, mientras que las otras tres personas a bordo, resultaron heridas.[26]
- 8 de enero de 2003: un 1900D de Air Midwest en el vuelo 5481 se estrelló contra un hangar poco después del despegue desde el Aeropuerto Internacional Charlotte/Douglas en Carolina del Norte, muriendo las 21 personas que viajaban a bordo.[27]
- 26 de agosto de 2003: el vuelo 9446 de Colgan Air, un Beechcraft 1900D que operaba para US Airways Express impactó con el agua poco después de despegar de Yarmouth, Massachusetts. Ambos pilotos murieron.[28]
- 15 de marzo de 2008: un 1900D de Wings Aviation se estrelló mientras intentaba aterrizar en Obudu, Estado de Cross River, Nigeria muriendo los tres miembros de la tripulación.[29]
- 2 de mayo de 2008: un 1900D de South Sudan Air Connection se estrelló, muriendo las 22 personas que viajaban a bordo, incluyendo al Ministro de Defensa del Sudán del Sur.[30][31]

## Especificaciones (Beechcraft 1900D)
Referencia datos: Manual de vuelo del Beechcraft 1900D

### Características generales
- Tripulación: 1 o 2
- Capacidad: 19 pasajeros
- Longitud: 17,6 m (57,8 ft)
- Envergadura: 17,7 m (58 ft)
- Altura: 4,7 m (15,5 ft)
- Peso vacío: 4831 kg (10 647,5 lb)
- Peso máximo al despegue: 7668 kg (16 900,3 lb)
- Planta motriz: 2× turbohélice Pratt & Whitney Canada PT6A-67D.
  - Potencia: 954 kW (1279 HP; 1297 CV) cada uno.

### Rendimiento
- Velocidad máxima operativa (Vno): 459 km/h (285 MPH; 248 kt) a 4020 m s. n. m.
- Velocidad crucero (Vc): 480 km/h (298 MPH; 259 kt)
- Velocidad de entrada en pérdida (Vs): 156 km/h (97 MPH; 84 kt)
- Alcance: 2776 km (1499 nmi; 1725 mi)
- Techo de vuelo: 7600 m (24 934 ft)
- Régimen de ascenso: 10 m/s (1968 ft/min)

### Aviónica
- Rockwell Collins EFIS-84 Sistema electrónico de instrumentos de vuelo.

## Aeronaves relacionadas

### Desarrollos relacionados
- Beechcraft Model 18
- Beechcraft Twin Bonanza
- Beechcraft Queen Air
- Beechcraft King Air
- Beechcraft Super King Air
- Beechcraft Model 99
- Beechcraft 1300

### Aeronaves similares
- Dornier Do 228
- Embraer EMB 110 Bandeirante
- De Havilland Canada DHC-6 Twin Otter
- Harbin Y-12
- CASA C-212 Aviocar
- Fairchild Swearingen Metroliner
- IAI Arava
- PZL M28
- Handley Page Jetstream
- Short SC.7 Skyvan
- Britten-Norman Trislander
- Let L-410 Turbolet
- / Antonov An-28

### Secuencias de designación
- Secuencia Numérica (interna de Beechcraft): ← 1074 - 1079 - 1300 - 1900 - 2000 - 3000